# Чарльз Спенсер, 3-й герцог Мальборо
Чарльз Спенсер (англ. Charles Spencer; 22 листопада 1706 — 20 жовтня 1758) — державний та військовий діяч Великої Британії, 3-й герцог Мальборо, 5-й граф Сандерленд.

## Життєпис
Походив з англійського шляхетського роду Спенсерів. Другий син Чарльза Спенсера. 3-го графа Сандерленда, та Анни (доньки Джона Черчилля, 1-го герцога Мальборо). Народився 1706 року. У 1716 році втратив матір, а 1722 року — батька. 1729 року після смерті старшого брата Роберта успадкував титул графа Сандерленда.
1732 року оженився на представниці баронського роду Тревор. 1733 року після смерті вуйни генрієтти Годольфін успадкував титул герцога Мальборо та лорда. 1739 року стає полковником Королівського драгунського полку, а також лорд-лейтенантом графств Бекінгемшир і Оксфордшир. Того ж року стає губернатором Лондонського виховного будинку.
1740 року — капітаном королівської кавалерійської гвардії, 1742 року — очільником Колдримського кавалерійського полку. 1749 року отримує посаду лорд-стюарта.
1755 року стає лорд-хранителем Малої печатки та головним генералом артилерії, отримавши в підпорядкування всю британську артилерію, інженерні служби, фортифікаційні споруди, військові припаси, транспорт, польові лікарні. З початком Семирічної війни доклав зусилля для належної організації та постачання британської Обсерваційної армії в Німеччині. У 1758 році очолив рейд на французьке місто-порт Сен-Мало. Після взяття Емдена очолив експедиційний корпус Великої Британії в Ганновері. Втім невдовзі помер в Мунстері.

## Родина
Дружина — Елізабет, донька барона Томаса Тревора
Діти:
- Діана (1734—1808), дружина: 1) Фредеріка Сент-Джона, 2-го віконт Болінгброк; 2) Топхема Боклерка
- Елізабет (1737—1831), дружина Генрі Герберта, графа Пембрук
- Джордж (1739—1817), 4-й герцог Мальборо
- Чарльз (1740—1820)
- Роберт (1747—1831)